# Hitomi Shimatani
Hitomi Shimatani (jap. 島谷 ひとみ, bürgerlicher Name: 島谷 瞳, Shimatani Hitomi; * 4. September 1980 in Kure) ist eine japanische J-Pop-Sängerin. Sie steht unter Vertrag bei dem japanischen Musiklabel avex trax.

## Leben
Seit Hitomi Shimatani klein war, wollte sie eine berühmte Sängerin werden. Im Alter von 17 Jahren, als sie noch auf der Oberschule war, entschied sie sich für eine Zukunft in der Musikbranche. Sie nahm an einem Casting teil, das vom japanischen Musiklabel avex trax veranstaltet wurde. Aus etwa 200 Mädchen wurde Hitomi ausgewählt und bekam einen Vertrag bei avex. Sie wollte zuerst die Schule abschließen, womit avex einverstanden war, jedoch unter der Voraussetzung, dass sie während der Schulzeit Gesangsunterricht nahm; ein Vorschlag, dem sie zustimmte.
Nachdem sie die Schule abgeschlossen hatte und sich bereit fühlte, ihre Karriere als junge Sängerin zu starten (im Jahr 1999), veröffentlichte sie ihre erste Single Ōsaka no Onna (大阪の女, dt. „Die Frau aus Ōsaka“), ein Enka. Obwohl diese Single viele gute Kritiken und sogar einige Auszeichnungen erhielt, verkaufte sie sich nicht besonders gut. Darum entschied Hitomi, dass Ōsaka no Onna ihre erste und einzige Enka-Single bleiben sollte. Sie nahm einige weitere Lieder auf und veröffentlichte im Jahr 2000 ihre zweite Single mit dem Namen Kaihōku (解放区, dt. „Freizone“), die sich sehr von ihrer ersten Single unterschied und mehr Popelemente enthielt.
Der große Durchbruch ließ bis zur Veröffentlichung ihrer vierten Single papillon auf sich warten, einer japanischen Version von Janet Jacksons Doesn’t Really Matter. Die Single war ein Riesenerfolg und machte sie zum Topartisten von avex trax. Insgesamt hat sie bisher 22 Singles, 5 Studioalben, ein Best-Of-Album und ein Minialbum (oder Weihnachtsalbum) veröffentlicht.
Hitomi liebt es, ihren Liedern exotische Titel zu geben. Stücke wie Perseus (Perseus-ペルセウス-, Peruseus –Peruseusu-), Falco (Falco ~ファルコ~, Falco~Faruko~) oder spanische Titel wie bella flor und La Fiesta sind nur einige dieser Lieder. Auch zu Anime und Videospielen hat sie mit Liedern wie ANGELUS -Anjerasu- (ANGELUS -アンジェラス-, ANGELUS -Anjerasu-; 6. Opening des TV-Animes Inuyasha) und Garnet Moon (Main-Theme des PlayStation-2-Spiels Another Century’s Episode).

## Diskografie

### Alben
| Jahr | Titel | Höchstplatzierung, Gesamtwochen, AuszeichnungChartsChartplatzierungen (Jahr, Titel, Platzierungen, Wochen, Auszeichnungen, Anmerkungen) | Anmerkungen                                                    |
| Jahr | Titel | JP | Anmerkungen                                                    |
| ---- | --- | --- | -------------------------------------------------------------- |
| 2001 | Papillon [Schmetterling]                                                                                                | JP7 (9 Wo.)JP | Erstveröffentlichung: 27. Juni 2001 Verkäufe JP: + 147.030     |
| 2002 | Shanti (シャンティ) | JP1 Platin · (17 Wo.)JP | Erstveröffentlichung: 12. Juni 2002 Verkäufe JP: + 438.447     |
| 2002 | Poinsettia ~Amairo Winter Memories~ (~亜麻色ウィンターメモリーズ~) [Weihnachtsstern ~Flachsfarbige Wintererinnerungen~] | JP5 Gold · (8 Wo.)JP | Erstveröffentlichung: 27. November 2002 Verkäufe JP: + 88.706  |
| 2003 | Gate~scena III~ | JP2 Platin · (15 Wo.)JP | Erstveröffentlichung: 6. August 2003 Verkäufe JP: + 193.607    |
| 2003 | Delicious! ~The Best of Hitomi Shimatani~                                                                               | JP2 ×2Doppelplatin · (30 Wo.)JP | Erstveröffentlichung: 25. Dezember 2003 Verkäufe JP: + 462.668 |
| 2004 | Tsuioku+Love Letter (追憶+LOVE Letter) [Erinnerungen + Liebesbrief]                                                     | JP7 Gold · (14 Wo.)JP | Erstveröffentlichung: 1. September 2004 Verkäufe JP: + 106.757 |
| 2005 | Crossover | JP14 (6 Wo.)JP | Erstveröffentlichung: 23. Februar 2005 Verkäufe JP: + 35.707   |
| 2005 | Heart&Symphony | JP7 (9 Wo.)JP | Erstveröffentlichung: 12. Oktober 2005 Verkäufe JP: + 50.402   |
| 2007 | Prima Rosa | JP16 (7 Wo.)JP | Erstveröffentlichung: 7. März 2007 Verkäufe JP: + 25.000       |
| 2007 | Otoko Uta ~Cover Song Collection~                                                                                       | JP11 (10 Wo.)JP | Erstveröffentlichung: 5. Dezember 2007 Verkäufe JP: + 39.415   |
| 2008 | Flare | JP21 (5 Wo.)JP | Erstveröffentlichung: 16. Juli 2008 Verkäufe JP: + 13.174      |
| 2009 | Best & Covers | JP12 (7 Wo.)JP | Erstveröffentlichung: 29. Juli 2009 Verkäufe JP: + 15.741      |
| 2010 | Otoko Uta II | JP35 (5 Wo.)JP | Erstveröffentlichung: 27. Januar 2010                          |
| 2012 | Sign Music | JP67 (2 Wo.)JP | Erstveröffentlichung: 22. Februar 2012                         |
| 2013 | 15th Anniversary Super Best                                                                                             | JP36 (5 Wo.)JP | Erstveröffentlichung: 24. Juli 2013 Verkäufe JP: + 3.236       |
| 2014 | 本日、都内、某所 | JP52 (3 Wo.)JP | Erstveröffentlichung: 16. Juli 2014                            |
| 2016 | 心のままに～心のままに & sessions～                                                                                     | JP60 (4 Wo.)JP | Erstveröffentlichung: 3. Februar 2016                          |
| 2018 | Misty | JP62 (1 Wo.)JP | Erstveröffentlichung: 28. November 2018                        |
| 2019 | Brilliant | JP45 (2 Wo.)JP | Erstveröffentlichung: 24. Juli 2019                            |
| 2021 | LoveSong ～My song for you～                                                                                            | JP66 (3 Wo.)JP | Erstveröffentlichung: 4. September 2019                        |

### Singles
| Jahr | Titel Album | Höchstplatzierung, Gesamtwochen, AuszeichnungChartsChartplatzierungen (Jahr, Titel, Album, Platzierungen, Wochen, Auszeichnungen, Anmerkungen) | Anmerkungen                                                    |
| Jahr | Titel Album | JP | Anmerkungen                                                    |
| ---- | --- | --- | -------------------------------------------------------------- |
| 1999 | Ōsaka no Onna (大阪の女) [Die Frau aus Osaka] – | JP45 (13 Wo.)JP | Erstveröffentlichung: 28. Juli 1999 Verkäufe JP: + 47.800      |
| 2000 | Kaihōku (解放区) [Befreites Gebiet] – | JP28 (9 Wo.)JP | Erstveröffentlichung: 27. September 2000 Verkäufe JP: + 44.280 |
| 2001 | Papiyon ~papillon~ (パピヨン~papillon~) [Papiyon ~Schmetterling~] – | JP14 (23 Wo.)JP | Erstveröffentlichung: 7. Februar 2001 Verkäufe JP: + 214.490   |
| 2001 | Ichiba ni Ikō (市場に行こう) [Lass uns auf den Markt gehen] – | JP23 (8 Wo.)JP | Erstveröffentlichung: 30. Mai 2001 Verkäufe JP: + 57.190       |
| 2001 | Yasashii Kiss no Mitsukekata (やさしいキスの見つけ方) [Wie man einen leidenschaftlichen Kuss findet] – | JP17 (6 Wo.)JP | Erstveröffentlichung: 12. September 2001 Verkäufe JP: + 45.870 |
| 2002 | Shanti (シャンティ) [Shanty] – | JP7 (7 Wo.)JP | Erstveröffentlichung: 30. Januar 2002 Verkäufe JP: + 83.900    |
| 2002 | Amairo no Kami no Otome (亜麻色の髪の乙女) [Das Mädchen mit den flachsfarbenen Haaren] – | JP4 Platin · (38 Wo.)JP | Erstveröffentlichung: 9. Mai 2002 Verkäufe JP: + 374.912       |
| 2002 | Amairo Maxi (亜麻色マキシ) [Flachsfarbene Maxi] – | JP7 (9 Wo.)JP | Erstveröffentlichung: 10. Juli 2002 Verkäufe JP: + 65.594      |
| 2002 | Itsu no Hi ni ka... (いつの日にか…) [Eines Tages...] – | JP10 Gold · (11 Wo.)JP | Erstveröffentlichung: 23. Oktober 2002 Verkäufe JP: + 62.366   |
| 2003 | Akai Sabaku no Densetsu (赤い砂漠の伝説) [Die Legende der roten Wüste] – | JP12 Gold · (9 Wo.)JP | Erstveröffentlichung: 26. Februar 2003 Verkäufe JP: + 43.962   |
| 2003 | Genki wo Dashite (元気を出して) [Kopf hoch!] – | JP10 Gold · (10 Wo.)JP | Erstveröffentlichung: 4. Juni 2003 Verkäufe JP: + 40.843       |
| 2003 | Perseus -Peruseusu- (Perseus-ペルセウス-) – | JP8 Gold · (16 Wo.)JP | Erstveröffentlichung: 16. Juli 2003 Verkäufe JP: + 72.384      |
| 2003 | Yume Biyori (Yume日和) [Traumwetter] – | JP30 Gold · (32 Wo.)JP | Erstveröffentlichung: 6. November 2003 Verkäufe JP: + 55.383   |
| 2004 | Viola – | JP17 (8 Wo.)JP | Erstveröffentlichung: 17. März 2004 Verkäufe JP: + 23.850      |
| 2004 | Jewel of Kiss – | JP21 (5 Wo.)JP | Erstveröffentlichung: 2. Juni 2004 Verkäufe JP: + 16.866       |
| 2004 | Angelus -Anjerasu-/Z!Z!Z!-Zip!Zap!Zipangu!- (Angelus-アンジェラス-/Z!Z!Z!-Zip!Zap!Zipangu!-) – | JP8 (10 Wo.)JP | Erstveröffentlichung: 11. August 2004 Verkäufe JP: + 53.000    |
| 2005 | Garnet Moon / Inori (Garnet Moon / 祈り) [Granatroter Mond/Gebet] – | JP8 Gold · (12 Wo.)JP | Erstveröffentlichung: 26. Januar 2005 Verkäufe JP: + 80.893    |
| 2005 | ~Mermaid~ (~Mermaid~) – | JP18 (5 Wo.)JP | Erstveröffentlichung: 15. Juni 2005 Verkäufe JP: + 20.395      |
| 2005 | Falco -Faruko- (Falco-ファルコ-) – | JP11 (10 Wo.)JP | Erstveröffentlichung: 10. August 2005 Verkäufe JP: + 36.008    |
| 2005 | Mahiru no Tsuki (真昼の月) [Mittagsmond] – | JP24 (4 Wo.)JP | Erstveröffentlichung: 31. August 2005 Verkäufe JP: + 9.989     |
| 2006 | Haru Machibito / Camellia (春待人/Camellia-カメリア-) [Haru Machibito / Kamelie] – | JP19 (6 Wo.)JP | Erstveröffentlichung: 15. März 2006 Verkäufe JP: + 12.443      |
| 2006 | Destiny -Taiyō no Hana- / Koimizu -tears of love (Destiny -太陽の花- / 恋水 -tears of love) [Schicksal -Blume der Sonne/Koimizu -Tränen der Liebe] –                                                      | JP14 (9 Wo.)JP | Erstveröffentlichung: 21. Juni 2006 Verkäufe JP: + 26.858      |
| 2006 | Pasio ~Passho (Pasio~パッシオ) [Leidenschaft] – | JP12 (4 Wo.)JP | Erstveröffentlichung: 15. November 2006 Verkäufe JP: + 12.078  |
| 2007 | Dragonfly – | JP29 (3 Wo.)JP | Erstveröffentlichung: 21. Februar 2007 Verkäufe JP: + 5.532    |
| 2007 | Neva Eva – | JP22 (5 Wo.)JP | Erstveröffentlichung: 6. Juni 2007 Verkäufe JP: + 8.175        |
| 2007 | Shinku / Ai no Uta (深紅/愛の詩) [Purpurrot / Liebeslied] – | JP14 (9 Wo.)JP | Erstveröffentlichung: 5. September 2007 Verkäufe JP: + 19.757  |
| 2008 | Nakitai Nara (泣きたいなら) [Wenn ich heulen möchte] – | JP34 (3 Wo.)JP | Erstveröffentlichung: 19. März 2008 Verkäufe JP: + 3.574       |
| 2008 | Wake You Up / Ame no Hi ni wa Ame no Naka wo Kaze no Hi ni wa Kaze no Naka wo / Marvelous (雨の日には 雨の中を 風の日には 風の中を) [An einem regnerischen Tag im Regen, an einem windigen Tag im Wind] – | JP33 (4 Wo.)JP | Erstveröffentlichung: 25. Juni 2008 Verkäufe JP: + 5.245       |
| 2009 | Smiles – | JP27 (3 Wo.)JP | Erstveröffentlichung: 4. März 2009 Verkäufe JP: + 5.015        |
| 2010 | Mayonaka no Guitar (真夜中のギター) – | JP64 (3 Wo.)JP | Erstveröffentlichung: 10. Oktober 2010                         |
| 2011 | Kantan ni ieta nara (簡単に言えたなら) – | JP75 (1 Wo.)JP | Erstveröffentlichung: 16. Februar 2011                         |
| 2012 | Shiawase hakoberu you ni (しあわせ運べるように) – | JP175 (1 Wo.)JP | Erstveröffentlichung: 7. März 2012                             |
| 2014 | やぶれかぶれ Rash rash – | JP48 (1 Wo.)JP | Erstveröffentlichung: 6. April 2014                            |
| 2018 | Golden Lady – | JP122 (1 Wo.)JP | Erstveröffentlichung: 22. August 2018                          |

### Videoalben
| Jahr | Titel                                                                       | Höchstplatzierung, Gesamtwochen, AuszeichnungChartsChartplatzierungen (Jahr, Titel, Platzierungen, Wochen, Auszeichnungen, Anmerkungen) | Anmerkungen                              |
| Jahr | Titel                                                                       | JP | Anmerkungen                              |
| ---- | --------------------------------------------------------------------------- | --- | ---------------------------------------- |
| 2002 | 8colors Clips+Live                                                          | — | Erstveröffentlichung: 23. Oktober 2002   |
| 2004 | Vibration!: Live & Clips                                                    | JP20 (5 Wo.)JP | Erstveröffentlichung: 17. März 2004      |
| 2004 | Hitomi Shimatani Concert Tour 2004 – Tsuioku+Love Letter (追憶+Love Letter) | — | Erstveröffentlichung: 22. Dezember 2004  |
| 2005 | Special Live: Crossover                                                     | JP19 (3 Wo.)JP | Erstveröffentlichung: 15. Juni 2005      |
| 2006 | Visual Works 2004–2006                                                      | JP29 (3 Wo.)JP | Erstveröffentlichung: 15. März 2006      |
| 2006 | Premium Live 2005: Heart & Symphony & More                                  | JP34 (2 Wo.)JP | Erstveröffentlichung: 15. März 2006      |
| 2006 | Special Live: Crossover II                                                  | JP57 (1 Wo.)JP | Erstveröffentlichung: 13. Dezember 2006  |
| 2007 | Hitomi Shimatani Live 2007 – Prima Rosa                                     | JP20 (3 Wo.)JP | Erstveröffentlichung: 12. September 2007 |
| 2008 | Cross Over III: Premium Meets Premium                                       | JP37 (2 Wo.)JP | Erstveröffentlichung: 8. Oktober 2008    |
| 2011 | Cross Over IV: Premium Meets Premium                                        | JP112 (1 Wo.)JP | Erstveröffentlichung: 16. März 2011      |